# Subsecretaría de Bienes Nacionales de Chile
La Subsecretaría de Bienes Nacionales de Chile es la subsecretaría de Estado dependiente del Ministerio de Bienes Nacionales (MBN), siendo el subsecretario el jefe superior del servicio y el colaborador inmediato del ministro del ramo. Le corresponde dirigir, coordinar y controlar el cumplimiento y ejecución, por parte de todas las dependencias ministeriales, de las políticas, planes y programas de dicho ministerio de Estado, subrogar al ministro y desempeñar las demás funciones que le asigna la ley. Desde el 10 de marzo de 2023, el subsecretario respectivo es Sebastián Vergara Tapia, actuando bajo el gobierno de Gabriel Boric.
Fue creada durante el gobierno del presidente Jorge Alessandri el 3 de noviembre de 1958, como «Subsecretaría de Tierras y Colonización», siendo sucesora del antiguo Departamento de Bienes Nacionales y Colonización, creado en 1929 bajo la administración de Carlos Ibáñez del Campo.

## Estructura

### Divisiones
La Subsecretaría está compuesta por seis divisiones dependientes:
- División de Bienes Nacionales: es la encargada de estudiar y proponer las normas relacionadas con la adquisición, administración y disposición de los bienes fiscales, y con la supervisión de los bienes nacionales de uso público en los casos que señala la ley.[5] También le corresponde elaborar planes y programas para la gestión de inmuebles fiscales; velar por su cumplimiento, coordinando las acciones son las Secretarías Regionales Ministeriales; asesorar a las autoridades en la toma de decisiones respecto a la mejor administración de inmuebles fiscales, y realizar todas aquellas labores que, dentro de su competencia, le encomienden el ministro y el subsecretario, o que dispongan las leyes y reglamentos.[5]
- División de Catastro de Bienes Nacionales: es la encargada de estudiar y proponer las normas relacionadas con la formación, conservación y actualización del «Catastro Nacional de los Bienes Raíces del Estado», y en los trabajos de mensura y geodesia que se requieran en el cumplimiento de los fines propios del Ministerio.[5]
- División de Constitución de Propiedad Raíz: tiene dentro de sus funciones la regularización del dominio de la pequeña propiedad raíz. Para ello, cuenta con distintos instrumentos de gestión territorial que le permiten entregar títulos de dominios a los ciudadanos a través del programa «Chile Propietario», permitiéndoles ser dueños de sus terrenos o propiedades y, de esta forma, mejorarles su calidad de vida.[5]
- División Administrativa: se encarga de implementar los procedimientos administrativos que permitan gestionar la administración de personal, del recurso físico y contable del servicio, fundamentalmente en los procesos presupuestarios y de contabilidad, conjuntamente con el soporte logístico, de administración del recurso humano y de infraestructura necesarios para el normal desarrollo de las actividades del Ministerio.[5]
- División de Planificación y Presupuesto: tiene como misión establecer y gestionar la planificación estratégica del Ministerio, ejecutar y gestionar el presupuesto del servicio proveniente tanto de recursos sectoriales como de recursos convenidos con instituciones públicas externas, mientras asegura la operación del Ministerio a través de recursos tanto monetarios como informáticos.[5]
- División Jurídica: le corresponde asesorar jurídicamente al ministro y subsecretario de Bienes Nacionales sobre las distintas materias que son de competencia de esta cartera de Estado. Adicionalmente, se preocupa de revisar la legalidad de todos los actos administrativos que emanan de las autoridades el Ministerio, así como resolver las consultas jurídicas que planteen el resto de las divisiones.[5]

### SNIT
También compone la Subsecretaría el SNIT, organismo interno el cual coordina y propone orientaciones para hacer efectiva la «Política de Gestión de Información Territorial», a su vez, lidera la «Infraestructura de Datos Geoespaciales de Chile» (IDE Chile), la cual consta de una red de instituciones que trabaja de manera coordinada y colaborativa, con el objetivo de poner a disposición de toda la comunidad, información geoespacial actualizada y confiable.

## Subsecretarios
| Subsecretario/a                         | Partido                    | Partido | Periodo                                           | Presidente            | Presidente                 |
| --------------------------------------- | -------------------------- | ------- | ------------------------------------------------- | --------------------- | -------------------------- |
| Subsecretaría de Tierras y Colonización |                            |         |                                                   |                       |                            |
| Paulino Varas Alfonso                   |                            | Ind.    | 3 de noviembre de 1958 - 6 de mayo de 1964        |                       | Jorge Alessandri           |
| Jorge Balmaceda Morales                 |                            | ¿?      | 6 de mayo de 1964 - 3 de noviembre de 1964        |                       | Jorge Alessandri           |
| Ángel Esnaola Martínez                  |                            | PDC     | 3 de noviembre de 1964 - 3 de noviembre de 1970   |                       | Eduardo Frei Montalva      |
| Lautaro Ojeda Herrera                   |                            | ¿?      | 3 de noviembre de 1970 - 11 de septiembre de 1973 |                       | Salvador Allende Gossens   |
| Julio de la Maza de la Maza             |                            | Militar | 12 de septiembre de 1973 - 1974                   |                       | Augusto Pinochet Ugarte    |
| Luis Maximiliano Beytía Barrios         |                            | Ind.    | 1974 - 14 de diciembre de 1979                    |                       | Augusto Pinochet Ugarte    |
| Luis Figueroa del Río                   |                            | Ind.    | 14 de diciembre de 1979 - 1 de enero de 1981      |                       | Augusto Pinochet Ugarte    |
| Subsecretaría de Bienes Nacionales      |                            |         |                                                   |                       |                            |
| Jorge Calderón Figueroa                 |                            | Ind.    | 1 de enero de 1981 - 11 de marzo de 1990          |                       | Augusto Pinochet Ugarte    |
| María Pía Figueroa Edwards              |                            | LV/AHV  | 11 de marzo de 1990 - 12 de abril de 1993         |                       | Patricio Aylwin Azócar     |
| Eduardo Jara Miranda                    |                            | PRSD    | 12 de abril de 1993 - 11 de marzo de 1994         |                       | Patricio Aylwin Azócar     |
| Sergio Vergara Larraín                  |                            | Ind-PPD | 11 de marzo de 1994 - 1999                        |                       | Eduardo Frei Ruiz-Tagle    |
| Paulina Saball Astaburuaga              |                            | Ind-PPD | 1999 - 11 de marzo de 2000                        |                       | Eduardo Frei Ruiz-Tagle    |
| Paulina Saball Astaburuaga              | 11 de marzo de 2000 - 2004 | Ind-PPD |                                                   | Ricardo Lagos Escobar |                            |
| Jacqueline Weinstein Levy               |                            | PPD     | 25 de febrero de 2004 - 11 de marzo de 2006       | Ricardo Lagos Escobar |                            |
| Lorraine Margott de Laire Peirano       |                            | PRSD    | 11 de marzo de 2006 - 14 de enero de 2008         |                       | Michelle Bachelet Jeria    |
| Neftalí Carabantes Hernández            |                            | PRSD    | 14 de enero de 2008 - 20 de diciembre de 2008     |                       | Michelle Bachelet Jeria    |
| Augusto Prado Sánchez                   |                            | Ind.    | 20 de diciembre de 2008 - 11 de marzo de 2010     |                       | Michelle Bachelet Jeria    |
| Carlos Llancaqueo Mellado               |                            | Ind.    | 11 de marzo de 2010 - 2 de febrero de 2011        |                       | Sebastián Piñera Echenique |
| Juan Carlos Bulnes Concha               |                            | Ind.    | 2 de febrero de 2011 - 11 de marzo de 2014        |                       | Sebastián Piñera Echenique |
| Jorge Maldonado Contreras               |                            | PRSD    | 11 de marzo de 2014 - 11 de marzo de 2018         |                       | Michelle Bachelet Jeria    |
| Alejandra Bravo Hidalgo                 |                            | PRI     | 11 de marzo de 2018 - 4 de noviembre de 2019      |                       | Sebastián Piñera Echenique |
| María Navarro Barriga (s)               |                            | Ind.    | 4 de noviembre de 2019 - 11 de noviembre de 2019  |                       | Sebastián Piñera Echenique |
| Álvaro Pillado Irribarra                |                            | UDI     | 11 de noviembre de 2019 - 11 de marzo de 2022     |                       | Sebastián Piñera Echenique |
| Marilén Cabrera Olmos                   |                            | AH      | 11 de marzo de 2022 - 10 de marzo de 2023         |                       | Gabriel Boric Font         |
| Sebastián Vergara Tapia                 |                            | PPD     | 10 de marzo de 2023 - en el cargo                 |                       | Gabriel Boric Font         |